# Cyrtandra hapalantha
Cyrtandra hapalantha är en tvåhjärtbladig växtart som beskrevs av Charles Baron Clarke. Cyrtandra hapalantha ingår i släktet Cyrtandra och familjen Gesneriaceae. Inga underarter finns listade i Catalogue of Life.